# Wojciech Jachna
Wojciech Jachna (* 1976 in Bydgoszcz) ist ein polnischer Jazz- und Improvisationsmusiker (Trompete).

## Wirken
Jachna wuchs in einem Elternhaus auf, wo nicht viel Musik gehört wurde. Als er in den 1990er Jahren Pfadfinder wurde, wurde er mit gesungenen Gedichten vertraut, zum anderen hörte er in den Lagern zum ersten Mal den Klang der Trompete. Als Autodidakt lernte er Gitarre und spielte mit Gleichaltrigen in einer Band Punkrock. Er interessierte sich weiterhin für Noise-Rock- und Hardcore, bevor er Yass kennen- und schätzen lernte und begann, Trompete zu spielen, zunächst als Autodidakt, bevor er Unterricht bei Janusz Zdunk nahm. Mit 33 Jahren entschied er sich dann dafür, Jazz und Popularmusik an der Feliks-Nowowiejski-Musikakademie in Bydgoszcz und Geschichte an der Kazimierz-Wielki-Universität in Bydgoszcz zu studieren.
Jachna arbeitete mit Andrzej Przybielski sowie mit vielen Jazz- und Improvisationsmusikern der jungen und mittleren Generation in Polen, etwa mit dem Schlagzeuger Jacek Buhl, mit dem er ein seit 2009 auch mit Alben dokumentiertes Duo bildete. Mit Buhl und dem Bassisten Jacek Mazurkiewicz entstanden seit 2016 drei Alben. Ein weiteres Duo bildete er mit dem Bassisten Ksawery Wójciński. Er hat mehr als 40 Alben in verschiedenen Konstellationen aufgenommen, darunter mit dem Contemporary Noise Sextet, Sing Sing Penelope, Mordy und der Reggae-Band Dubska. In den letzten Jahren leitete er auch sein Quintett Wojciech Jachna Squad, mit dem er 2020 das Album Elements und zwei Jahre später Earth vorlegte. Der Trompeter begann zudem, Musik als Solist aufzunehmen; 2018 erschien sein Soloalbum Emanations, 2020 folgte Conception.
Seit 2019 ist Jachna Professor für Jazztrompete und Jazzgeschichte an der Karol-Szymanowski-Musikhochschule in Toruń. Zudem unterrichtete er an der Musikakademie Grażyna und am Kiejstut Bacewicz in Łódź die Fächer „Kollektive Improvisation“ und „Gestaltung der Künstlerpersönlichkeit“.

## Preise und Auszeichnungen
Jachna ist mehrfacher Stipendiat der Stadt Bydgoszcz, Stipendiat des Ministers für Nationales Erbe und Kultur und erhielt 2015 den Preis des Bürgermeisters von Bydgoszcz für die Förderung der Musikkultur in Bydgoszcz.

## Diskographische Hinweise
- Jachna / Buhl: Pan Jabu, 2009
- Jachna / Tarwid / Karch: Sundial, 2014
- Jachna / Urowski / Cichocki / Krawczyk: The Right Moment, 2015
- Emanacje – Trumpet Solo Session, 2018
- Wojciech Jachna & Ksawery Wójciński: Conversation with Space, 2018
- Staniecki / Jachna: Two Souls, 2020
- Wojciech Jachna Squad: Earth, 2022 (mit Jacek Cichocki, Marek Malinowski, Mateusz Krawczyk, Paweł Urowski)
- Jachna / Mazurkiewicz / Buhl: […], 2023